# Blountville (Tennessee)
Blountville település az Amerikai Egyesült Államok Tennessee államában, Sullivan megyében, melynek megyeszékhelye is. Lakosainak száma 3120 fő (2020. április 1.).

## Népesség
A település népességének változása:

| 2010 | 3 074 |
| 2020 | 3 120 |